# 필리다 로

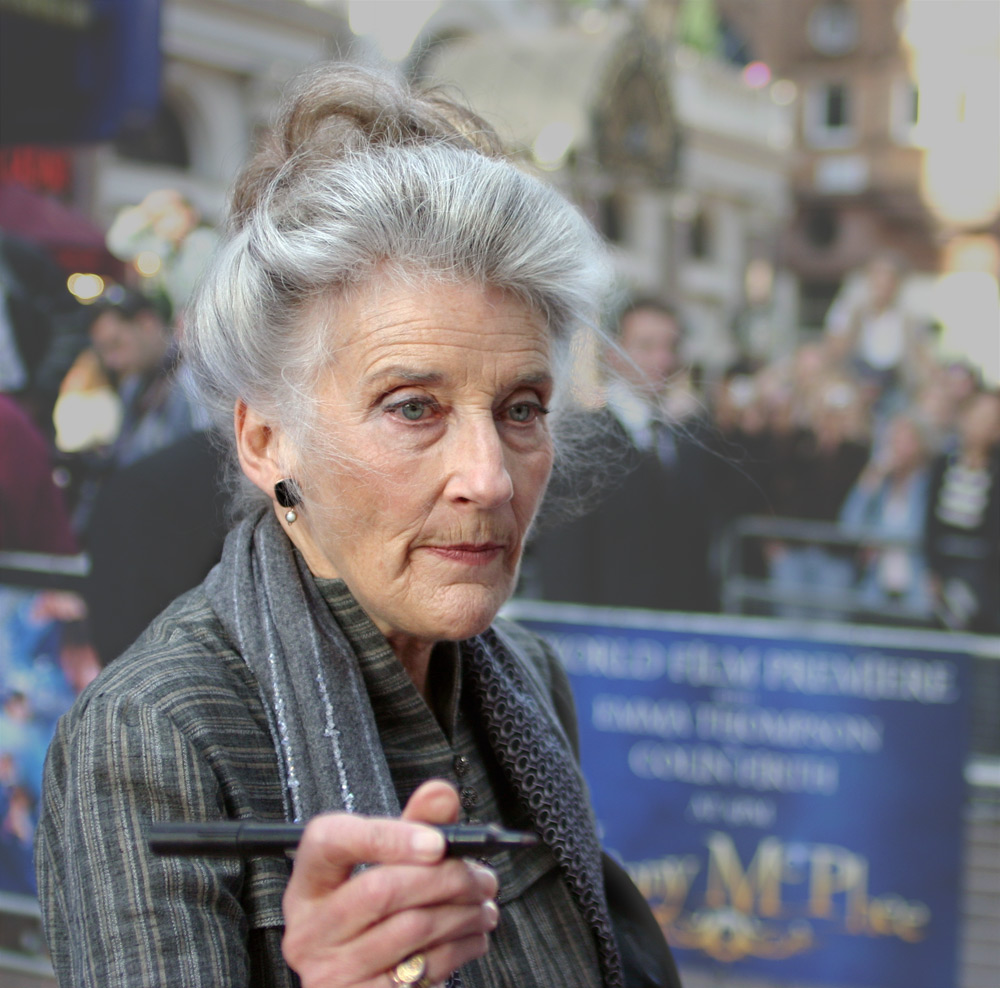

필리다 로(Phyllida Law, 1932년 5월 8일 ~ )는 영국의 배우이다.
스코틀랜드 글래스고에서 태어났다. 배우 에마 톰슨의 어머니다.

## 영화
- 블루밍 러브 (2014년)
- 러브 엣 퍼스트 사이트 (2010년) - 루스 역
- 열두살 샘 (2010년) - 할머니 역
- 레슨 21 (2008년)
- 제인 오스틴의 후회 (2008년)
- 킹덤 (2007년)
- 웨이팅 룸 (2007년)
- 카핑 베토벤 (2006년)
- 미-쉬: 더 워터 자이언트 (2005년)
- 천국으로 가는 여행 (2005년)
- 내니 맥피 - 우리 유모는 마법사 (2005년)
- 더 독 (2005년)
- 사랑은 음악을 타고 (2003년)
- 스티그 오브 더 덤프 (2002년) - 마조리 톨워스 역
- 투 멘 웬트 투 워 (2002년)
- 타임 머신 (2002년) - 왓쳇 부인 역
- 오 그레이스 (2000년)
- 매드 카우 (1999년)
- 레전드 (1999년)
- 광끼 (1998년)
- 윈터 게스트 (1997년)
- 안나 카레니나 (1997년)
- 엠마 (1996년) - 베이츠 부인 역
- 비포 더 레인 (1995년)
- 헛소동 (1993년) - 우슐라 역
- 피터의 친구들 (1992년)
- 어머니의 향기 (1990년)
- 아가사 크리스티 : 명탐정 포와로 (1989년)